# Arnoglossus grohmanni
Arnoglossus grohmanni is een  straalvinnige vissensoort uit de familie van botachtigen (Bothidae). De wetenschappelijke naam van de soort is voor het eerst geldig gepubliceerd in 1837 door Bonaparte.